# Barurambat Timur
Barurambat Timur is een bestuurslaag in het regentschap Pamekasan van de provincie Oost-Java, Indonesië. Barurambat Timur telt 5530 inwoners (volkstelling 2010).